# Прекурсор
Прекурсор в разширения смисъл на понятието е първично, изходно вещество, от участието на което в даден естествен или технологичен процес се получават други вещества, които на свой ред могат да бъдат изходни за други процеси или крайни продукти.
В по-тесен смисъл и във връзка с по-честата употреба в медиите и ежедневието, прекурсор е вещество, използвано за синтез на суровини и продукти, подлежащи на специална законова регулация.
Законова дефиниция на понятието прекурсор в българското законодателство е дадена в два закона.
Съгласно Закона за забрана на химическото оръжие и за контрол на токсичните химически вещества и техните прекурсори, прекурсорът е „всеки химически реагент, включително всеки ключов компонент на бинарни или многокомпонентни системи, който взема участие на който и да е етап от производството и по какъвто и да е метод на производство на токсично химическо вещество“.
Съгласно Закона за контрол върху наркотичните вещества и прекурсорите, прекурсорът е „включено в списъка вещество“ по смисъла на чл. 2, буква „а“ от Регламент 273/2004 и чл. 2, буква „а“ от Регламент 111/2005 на ЕС.